# Instituto Rodrigo Mendes
O Instituto Rodrigo Mendes (IRM) é uma organização sem fins lucrativos que tem como missão colaborar para que toda pessoa com deficiência tenha uma educação de qualidade em escolas inclusivas. 
Os projetos do IRM têm como público-alvo educadores, gestores escolares, equipes de secretarias de educação e familiares de estudantes. Nesse sentido, estão organizados a partir de uma arquitetura de programas baseada em três pilares: 
• Produção de conhecimento: realiza pesquisas e estudos, sistematiza boas práticas e dissemina conhecimento sobre educação inclusiva.
• Formação: desenvolve cursos, workshops e outras ações formativas.
• Advocacy: lidera ações de incidência em políticas públicas, articula redes relacionadas à educação inclusiva e influencia organizações dos diversos setores. 
Os programas do IRM são implementados por meio de parcerias estabelecidas com organizações de diversos setores dos quais merecem destaque: Accenture, B3, BNDES, Cisco, Fundação Itaú, Fundação Lemann, Globo, Instituto Ambikira, Instituto Devive, Instituto Unibanco, LATAM, Mattos Filho, Ministério da Educação, Movimento Bem Maior, Todos Pela Educação, UNESCO e UNICEF. 
Ao longo de sua trajetória, o Instituto atendeu a mais de 115.835 educadores de todos os estados brasileiros e impactou cerca de 2,3 milhões de estudantes. Seu portal sobre boas práticas, DIVERSA, conta com 6 milhões de usuários únicos, de diversos países, nos últimos 12 anos de atuação. A plataforma oferece notícias, artigos, pesquisas, relatos de experiência, materiais pedagógicos acessíveis e estudos de caso sobre práticas exitosas de educação inclusiva em todas as regiões do Brasil, em diferentes níveis de ensino, e também em outros países.
Desde 2015, o IRM apoia o Ministério da Educação de Angola na criação de uma Política Nacional de Educação Inclusiva. Esse projeto impacta centenas de milhares de crianças e adolescentes em idade escolar.

## História
Fundado em 1994, o Instituto Rodrigo Mendes (IRM) é uma organização sem fins lucrativos, que tem como missão colaborar para que toda pessoa com deficiência tenha uma educação de qualidade em escolas inclusivas.  

## Prêmios
- 1996: Concurso Nacional de Projetos Sociais para Estudantes de Administração, criado pela Federação Nacional dos Estudantes de Administração.[1]
- 1997: Concurso de Ideias Inovadoras em Captação de Recursos, criado pela Ashoka Society.
- 2005: Prêmio Marketing Best Responsabilidade Social.[2]
- 2007: Prêmio Sentidos; 1º lugar  na categoria Menção Honrosa ao Terceiro Setor.[3]
- 2008: Nomeação do fundador do Instituto, Rodrigo Hübner Mendes, como Young Global Leader do Fórum Econômico Mundial.[4]
- 2010: Homenagem do Governo do Estado de São Paulo durante o prêmio Ações Inclusivas para Pessoas com Deficiência.[5]
- 2012: Prêmio de Arte e Cultura Inclusiva - Edição Albertina - "Nada sobre nós sem nós", promovido pelo Ministério da Cultura com o Programa Singular.[6]
- 2012: Finalista do Prêmio Nacional de Acessibilidade na Web - Todos@Web, promovido pela W3C Brasil, na categoria Entretenimento / Cultura / Educação / Blogs.[7]
- 2013: Menção honrosa no Prêmio Experiências Educacionais Inclusivas - a escola aprendendo com as diferenças, promovido pelo Ministério da Educação.[8]
- 2014: Prêmio Cidadão Sustentável 2013, promovido pelo Catraca Livre, CBN e Rede Nossa São Paulo.[9]
- 2017: Homenagem da Brazil Foundation ao fundador do Instituto, Rodrigo Hübner Mendes, em Nova Iorque (EUA) [10]
- 2017: World Summit Award (WSA) 2017, promovido pela Organização das Nações Unidas (ONU), recebido pelo Projeto DIVERSA na categoria Aprendizagem e Educação
- 2017: Leão de Prata no Prêmio Cannes Lions Festival of Creativity – Innovation; recebido pela Rede Globo pela campanha “Movido a respeito”, desenvolvida em parceria com o Instituto Rodrigo Mendes.[11]
- 2017: Prêmio Grande Clio de Entretenimento, recebido também pela TV Globo pela campanha “Movido a respeito”, com o ouro na categoria inovação em TV e troféu mais importante na categoria responsabilidade social.[12]
- 2018: PromaxBDA Global Awards; seis medalhas de ouro nas categorias On-Air Stunt Promotion, Public Service Announcement Spot, Branded/ Sponsor Integration Promo (Sports), Brandend Content Promo, Special Project e Best Social Cause Spot. Recebido pela Rede Globo na campanha “Movido a respeito”, na qual o Instituto Rodrigo Mendes foi parceiro.[13]
- 2018: Finalista do Prêmio Beyond Sport Global Awards, promovido pela Beyond Sport, na categoria Educação.[14]
- 2018: Selo municipal de Direitos Humanos e Diversidade, pelo projeto Ensino Médio Inclusivo em parceria com o Instituto Unibanco e as Secretarias Estaduais de Educação e dos Direitos das Pessoas com Deficiência.[15]
- 2019: Finalista do Prêmio Beyond Sport Global Awards, promovido pela Beyond Sport, na categoria ODS 4 – Educação de qualidade, com o Portas abertas para a inclusão EAD.[16]
- 2019: Homenagem da Trip Transformadores ao fundador do Instituto, Rodrigo Hübner Mendes. [17]
- 2020: Prêmio Zero Project, na categoria Innovative Practises, com a formação Portas abertas para a inclusão EAD.[18]
- 2020: Prêmio Zero Project, na categoria Innovative Practises, com o Portal DIVERSA. [18]
- 2021: Reimagine Education, na categoria projetos da América Latina, com o Portal DIVERSA.

## Publicações
- Artes visuais na educação inclusiva: o livro apresenta a experiência desenvolvida pelo Instituto Rodrigo Mendes no campo da arte-educação (1994 a 2009).[19]
- Portas abertas para a inclusão – Educação física inclusiva: publicações do projeto realizado em parceria com o UNICEF e apoio da Fundação FC Barcelona (2014, 2015 e 2016).[20]
- Gestão escolar para equidade – Educação inclusiva: melhores momentos e diálogos do seminário realizado em agosto de 2016, no Itaú Cultural, em São Paulo. Projeto em parceria com o Instituto Unibanco.
- Ensino médio inclusivo – Construindo uma escola para todos: informações e dados sobre o projeto de formação realizado em parceria com o Instituto Unibanco em 2016.[21]
- DIVERSA Presencial: relatórios com o desenvolvimento e os resultados do projeto realizado pelo IRM em 2016 , 2017 e 2018.
- Educação Inclusiva na prática: organizado por Rodrigo Hübner Mendes, o livro relata experiências que ilustram como podemos acolher todos e perseguir altas expectativas para cada um. Lançado pela Editora moderna e Fundação Santillana em 2020[22].
- Protocolos sobre educação inclusiva durante a pandemia da covid-19. Um sobrevoo por 23 países e organismos internacionais: pesquisa desenvolvida pelo IRM em 2020 durante a pandemia de covid-19[23].
- Leading Educational Change During a Pandemic: Reflections of Hope and Possibility. Artigo sobre educação inclusiva durante a pandemia[24].